# Pagus Attoriensis

Die burgundischen Pagi im 9. Jahrhundert. Der Pagus Attoriensis in oranger Farbe als Atuyer.

Der Pagus Attoriensis war während der Herrschaft der Merowinger ein frühmittelalterlicher Gau im fränkischen Teilreich Burgund, über den im Namen der Frankenkönige ein Herzog gebot. Er lag westlich der Saône und reichte vom Plateau von Langres bis nach Heuilley-sur-Saône. Seine Hauptorte waren Dijon, Langres und Fouvent-Saint-Andoche. Seinen Namen erhielt der Gau vom fränkischen Stamm der Chattuarier.

## Geschichte
Während der Spätzeit des Römischen Reiches war das Siedlungsgebiet der Lingonen zwischen Langres und Dijon aufgrund gewaltsamer Einfälle der Alamannen und wiederholten Pestepidemien fast vollständig entvölkert. Daher zwang der römische Kaiser Constantius I. nach seinem Feldzug gegen die Chattuarier in den Jahren 294/295 einen Teil der unterworfenen Franken, ihr Stammesgebiet in der Bergregion des heutigen Ruhrgebietes zu verlassen und siedelte sie als Laeti um das Plateau von Langres an.
Nach dem Untergang des Römischen Reiches ging der Pagus Attoriensis für knapp einhundert Jahre im Königreich der Burgunder auf, bis der Gau nach der Schlacht von Autun wieder in das Frankenreich eingegliedert wurde.
Die mit der Lex Salica gebotenen Erbteilungen führten zu einer zunehmenden Schwächung der königlichen Zentralgewalt im Merowingerreich und gestatteten es den Attoarierherzögen, ihren Machtbereich im burgundischen Teilreich zu vergrößern. Gemeinsam mit den ihnen durch Anheirat verbundenen Herzögen von Transjuranien aus der Sippe der Waltriche gelang es in der Folgezeit, auch auf die Politik im fränkischen Gesamtreich maßgeblich Einfluss zu nehmen.
Unter der Herrschaft der Karolinger wurde der Pagus Attoriensis in seiner ursprünglichen Form als Dukat zerschlagen und in einzelne Gaugrafschaften aufgeteilt, von denen sich die Grafschaft Oscheret zur bedeutendsten entwickelte; der ursprüngliche Name des Pagus schließlich blieb im Namen des Landstrichs Atuyer erhalten.

## Bedeutende Herzöge
- Amalgar
- Adalrich
- Eticho